# Fietssnelweg FR10

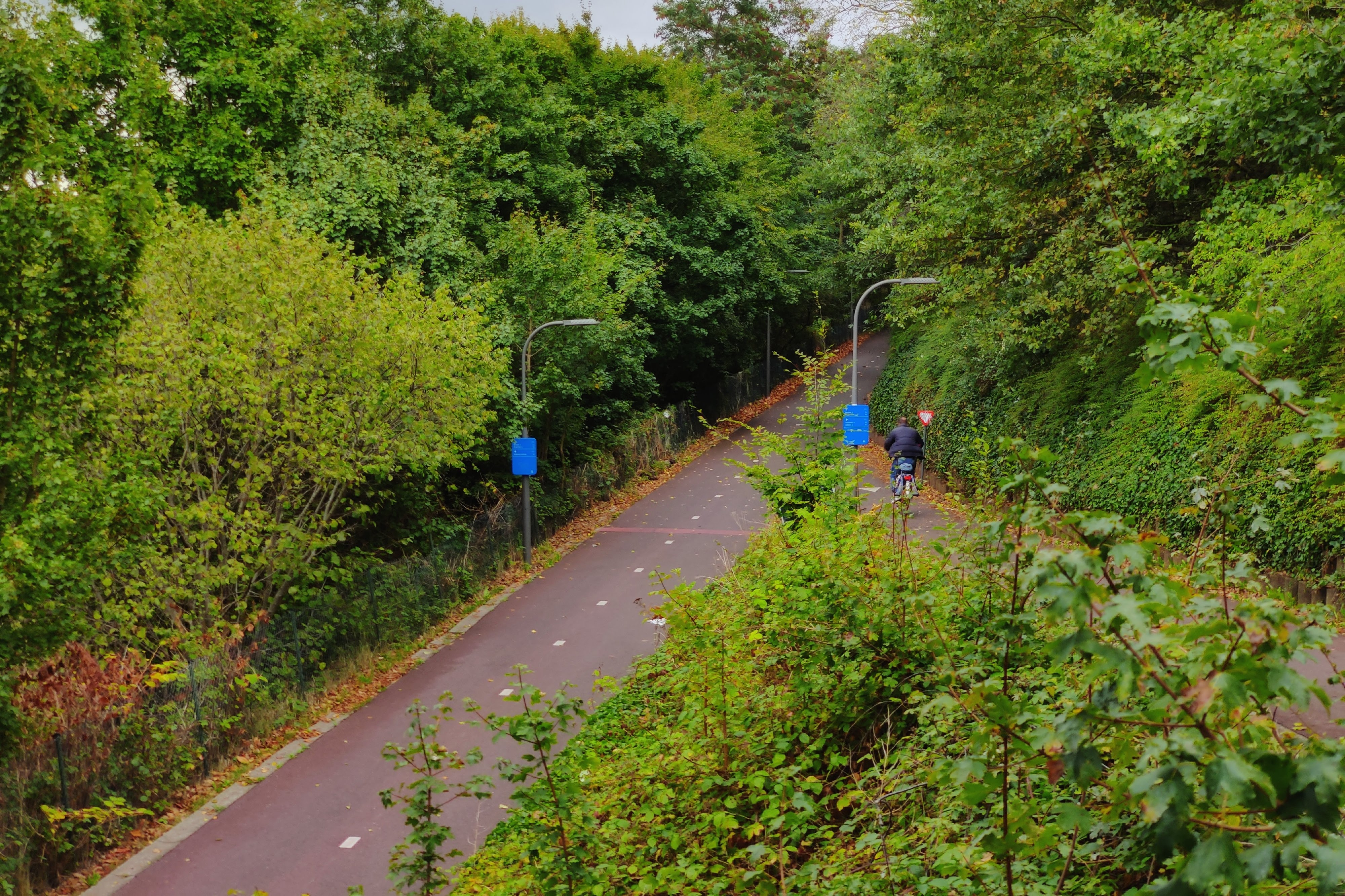
Op- en afrit Jan van Rijswijcklaan (oost) van het Ringfietspad van Antwerpen (FR10)

De FR10, ook gekend als het Ringfietspad, is een fietssnelweg rond de Antwerpse binnenstad. Ze volgt de Ring van Antwerpen en de Scheldekaaien en is befietsbaar behalve enkele tijdelijke trajecten.
Het plan is om het Ringfietspad meer als een volledige cirkel te laten lopen, over Linkeroever, parallel met het rond maken van de Antwerpse Ring (Oosterweelwerken). Dat moet het Ringfietspad in de toekomst een lengte van 28 km geven. Daarvoor wordt onder andere een fietstunnel aangelegd, gebundeld met de geplande autotunnel onder de Schelde.
De FR10 kruist de invalswegen naar het centrum, sommige nog gelijkvloers.

## Geschiedenis
Het Ringfietspad werd aangelegd in de jaren 1990, naar aanleiding van grote werken aan de ring rond Antwerpen.

## Traject

### Scheldebrug
Anno 2025 is de aanbesteding gestart voor een fietsbrug over de Schelde, op de plaats waar de fietssnelweg nu nog door de Kennedytunnel loopt.

### Onderdoorgang Stenenbrug
In 2019 opende een nieuwe fietsonderdoorgang onder de Stenenbrug (N116) in Borgerhout, samen met een heraanleg van het oudere fietspad tussen de Luitenant Lippenslaan en de Jozef Posenaerstraat. Er is plaatselijk ook een grote aarden geluidsberm aangelegd.

### Onderdoorgang Turnhoutsebaan
In maart 2022 is gestart met de aanleg van een nieuwe fietsonderdoorgang ter vervanging van de bestaande onder de N12 Turnhoutsebaan. Dit gebeurt omdat de bestaande onderdoorgang in de werfzone ligt van de Oosterweelwerken.